# Hans-Peter Porsche
Hans-Peter Porsche (* 29. Oktober 1940 in Stuttgart) ist ein deutscher Ingenieur, Museumsgründer sowie Aufsichtsrat der Porsche Automobil Holding SE und der Porsche Holding.

## Leben
Hans-Peter Porsche ist Enkel von Ferdinand Porsche. Sein Vater ist Ferry Porsche. Sein Sohn Peter Daniell Porsche ist Schriftsteller und Anthroposoph.
Von 1957 bis 1963 absolvierte er seine Ausbildung zum Ingenieur an der Maschinenbauschule in Salzburg. 1963 trat er in die Porsche AG ein. Von 1965 bis 1971 war er dort Leiter der Produktion und des Einkaufs. 1972 schied er aus der Porsche AG aus und wurde 1978 bei der von seinem Bruder Ferdinand Alexander Porsche gegründeten Firma Porsche Design geschäftsführender Gesellschafter.
Im Jahr 2015 gründete er das nach ihm benannte Hans-Peter Porsche Traumwerk in Anger. Das Traumwerk ist ein Spielzeugmuseum, welches über eine bedeutende Sammlung historischer Blechspielzeuge, eine Modellbahnanlage und eine Parkbahn verfügt.
Neben seinen Aufsichtsratsposten bei der Porsche Automobil Holding SE und der Porsche Holding nimmt er vergleichbare Positionen ein bei weiteren Unternehmen, darunter den Salzburger Unternehmen FAP Beteiligungen AG (Vorsitz) und der Familie Porsche AG Beteiligungsgesellschaft (stv.Vorsitz). Des Weiteren ist er seit 2001 Geschäftsführer der der AUCANADA Holding und seit 2002 der Real Estate Holding, jeweils mit Sitz in Salzburg, sowie seit 2007 der Hohensalzburg Spielzeug- und ModellgmbH in Anger und seit 2012 der Sonamunt mit Sitz auf Mallorca.